# Dmytro Jyvytsky
Dmytro Oleksiyovytch Jyvytsky (en ukrainien : Дмитро Олексійович Живицький ; né le 17 septembre 1982 à Soumy), est un homme politique, entrepreneur, personnalité publique et fonctionnaire ukrainien qui a été le gouverneur de l'oblast de Soumy du 25 juin 2021 jusque le 24 janvier 2023. Il était auparavant sous-ministre de l'Infrastructure de l'Ukraine.

## Biographie

### Formation
De 1999 à 2004, il est étudiant en ingénierie à l'Université d'État de Soumy. Il obtient une maîtrise et un diplôme avec mention.
De septembre 2001 à février 2002, il travaille chez Soumtchanka-Tepigtar, dans la production de carton ondulé.
D'août 2002 à avril 2005, il travaille pour la Souminaftoprodukt en tant que directeur technique adjoint pour l'exploitation et la réparation des bases pétrolières et des stations-service. D'avril 2005 à juillet 2005, il travaille comme ingénieur d'études du bureau d'étude spécial des turbocompresseurs, au département des groupes de pompage de gaz.
De décembre 2005 à avril 2016, il est entrepreneur individuel, au Centre d'Ingénierie et Technique "Technologies Modernes de Sécurité", vendant l'installation et la maintenance d'automatismes et de moyens techniques de protection.
À côté de sa formation d'ingénieur il se spécialise dans la gestion publique par des échanges avec les pays d'Europe de l'ouest. En mai 2008, il a été stagiaire au Parlement suédois à Stockholm, étudiant l'interaction de la législature suédoise avec les autres autorités publiques et le public. À plusieurs reprises il fait des stages auprès de la chambre de commerce de Lugano en Suisse et suit des formations en Allemagne et Pologne.

### Fonction publique
De avril 2016 à septembre 2019, Jyvytsky a fait partie de l'administration d'État régionale de Soumy, en tant que vice-président - chef de cabinet et membre du conseil des entrepreneurs de l'administration d'État régionale de Soumy.
En 2018-2019, il étudie à l'Académie nationale d'administration publique d'Ukraine.
De septembre 2019 à mars 2020, Jyvytsky est le premier vice-ministre du ministère du Développement des communautés et des territoires d'Ukraine, traitant des questions de développement régional, de logement et de services communaux, d'efficacité énergétique et de gestion des biens de l'État. Du gouvernement ukrainien, il est le coordinateur national des projets internationaux et des projets du FMI (Programme transnational du Danube, Banque mondiale, Banque européenne d'investissement), assure la gestion générale du projet, est responsable de l'organisation, du contrôle et du suivi des activités de mise en œuvre du projet.
Le 23 septembre 2020, Jyvytsky est nommé vice-ministre des Infrastructures de l'Ukraine.
Le 25 juin 2021, Jyvytsky est nommé gouverneur de l'oblast de Soumy,.
Il a été démis de ses fonctions de gouverneur le 24 janvier 2023.

## Vie privée
Jyvytsky est marié à Daria Jyvytska. Le couple a deux filles : Solomiya et Miroslava.